# Callilepis chisos
Espèce
Callilepis chisos est une espèce d'araignées aranéomorphes de la famille des Gnaphosidae.

## Distribution
Cette espèce est endémique des États-Unis. Elle se rencontre dans l'Est de l'Arizona, au Colorado, au Nouveau-Mexique et dans l'Ouest du Texas,.

## Description
Les mâles mesurent de 3,24 à 4,54 mm et les femelles de 3,78 à 5,51 mm.

## Étymologie
Son nom d'espèce lui a été donné en référence au lieu de sa découverte, les monts Chisos.

## Publication originale
- Platnick, 1975 : A revision of the Holarctic spider genus Callilepis (Araneae, Gnaphosidae). American Museum novitates, no 2573, p. 1-32 (texte intégral).